# 陸川県
陸川県（りくせん-けん）は、中華人民共和国広西チワン族自治区玉林市に位置する県。

## 行政区画
- 鎮:温泉鎮、米場鎮、馬坡鎮、珊羅鎮、平楽鎮、沙坡鎮、大橋鎮、烏石鎮、良田鎮、清湖鎮、古城鎮、沙湖鎮、横山鎮、灘面鎮